# NGC 734

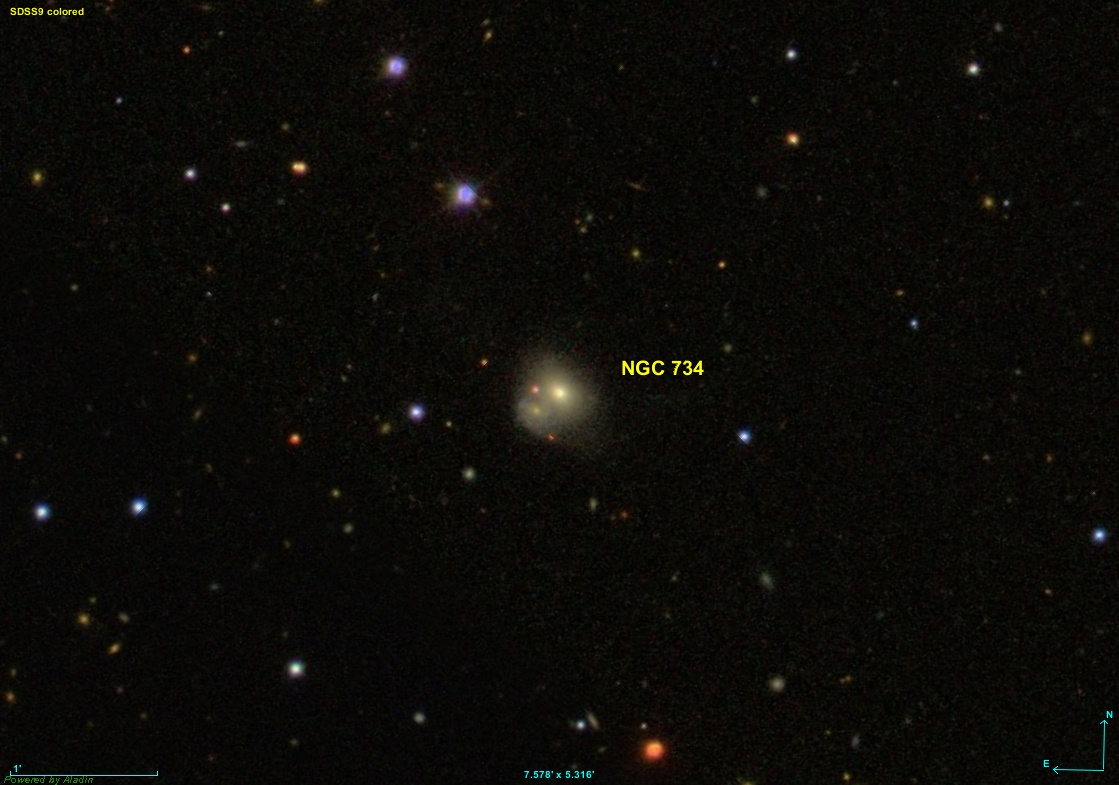
NGC 734 par le programme Aladin.

NGC 734 est une vaste et lointaine galaxie spirale barrée située dans la constellation de la Baleine. NGC 734 a été découverte par l'astronome américain Francis Leavenworth en 1885.

## Caractéristiques
Sa vitesse par rapport au fond diffus cosmologique est de 11 735 ± 20 km/s, ce qui correspond à une distance de Hubble de 173 ± 12 Mpc (∼564 millions d'al).
Selon C. Seligman et Wolfgang Steinicke, NGC 734 n'est pas la galaxie PGC 7121, mais PGC 170023,. La galaxie obtenue sur le programme Aladin et celle montrée sur Wikisky est aussi PGC 7121. Les bases de données Simbad et HyperLeda identifie NGC 734 également à PGC 7121. La position donnée sur la base de données NED correspond à celle de PGC 170023.